# Zusters van de Heilige Vincentius a Paulo
De Zusters van de Heilige Vincentius a Paulo is een rooms-katholieke vrouwelijke congregatie, die in verschillende Belgische plaatsen vestigingen heeft. De congregatie werd in 1818 gesticht te Gijzegem en vernoemd naar de ordestichter Vincentius a Paulo. In 1860 werd pauselijke goedkeuring verkregen. Eind 2017 telde de congregatie 55 'huizen' (kloosters) en 265 religieuzen. Het generalaat is gevestigd te Brussel.
- In 1811 werd een congregatie opgericht door pastoor De Beir te Lendelede, met gemeenschappen te Menen en Beveren. Ook zijn er missieposten te Rwanda.
- In 1818 werd een congregatie in Gijzegem gesticht. Deze stichting geldt als het begin van de Congregatie der Zusters van de Heilige Vincentius a Paulo.
- In 1824 werd een congregatie opgericht door pastoor Petrus Mulle te Kortemark. Deze deed stichtingen te Bredene, Brugge, Koksijde, Kortrijk en Veurne. Tegenwoordig doet men aan armenzorg en men werkt in Haïti.
- In 1832 werd een congregatie opgericht door pastoor Leonard De Lavie te Sint-Denijs-Westrem.
- In 1834 werd een congregatie opgericht door Petrus Franciscus Vanhauwaert te Oostnieuwkerke. Doel was om onderwijs aan arme kinderen te geven, met name meisjes, waarbij ook fijne handwerken werden bijgebracht, zoals op een kantwerkschool. Later kwam daarbij: bejaardenzorg, lager onderwijs en zorg voor verstandelijk gehandicapte volwassenen.
- In 1846 werd een congregatie opgericht door pastoor Leonard De Lavie te Oostakker. Er was ook een stichting te Wondelgem.

Verdere vestigingen zijn onder meer in Affligem, Anzegem, Beveren-Waas, Buggenhout, Deinze, Dendermonde, Gijzegem, Hooglede, Moerzeke, Roeselare, Rumbeke, Sint-Niklaas, Torhout, Viane, Waarschoot, Wachtebeke, Werken en Zele.

## Misstanden
De zusters beheerden ook het weeshuis Sint-Vincentius in Zelem. Dit weeshuis is later bekend geworden van de getuigenissen van ernstige misstanden en het begraven van jonge kinderen die waren overleden in het tehuis.

## Externe bron
- Website Vincentiuszusters.be
- Vincentiuszusters op de website van de  Unie van Religieuzen